# Rhipidia (Rhipidia) kama
Rhipidia (Rhipidia) kama is een tweevleugelige uit de familie steltmuggen (Limoniidae). De soort komt voor in het Oriëntaals gebied.